# Alípio Freire
Alípio Raimundo Viana Freire (Salvador, 4 de novembro de 1945 - São Paulo, 22 de abril de 2021), mais conhecido como Alípio Freire, foi um jornalista, escritor e artista plástico brasileiro.
Foi preso político na ditadura militar brasileira entre 1969 e 1974, encarcerado e torturado no Presídio Tiradentes. Sua prisão deveu-se a sua atuação na resistência ao golpe militar, especialmente por sua militância na Ala Vermelha. Foi anistiado em 2005.
Foi membro fundador do Partido dos Trabalhadores. Atuou no Movimento dos Trabalhadores Rurais Sem Terra.
Freire atuou em diversas publicações jornalísticas alternativas. Durante a ditadura, participou de Luta Proletária e Unidade Operária. Depois, fundou a revista Sem Terra e o jornal Brasil de Fato.
Escreveu Estação Paraíso e Estação Liberdade. Em parceria com J.Adolfo de Grandville Ponce e Izaías Almada organizou o livro Tiradentes, um Presídio da Ditadura, uma coletânea de textos de diversos ex presos políticos que estiveram no Presídio Tiradentes durante a ditadura civil-militar brasileira. Entre 2011 e 2013, produziu o documentário "1964 – Um golpe contra o Brasil", junto com a TVT. 
No Memorial da Resistência de São Paulo foi curador de duas exposições: "A Luta pela Anistia: 1964-?", em 2009 e "Insurreições: expressões plásticas nos presídios políticos de São Paulo", em 2013. E em 2016, cedeu seu arquivo pessoal de cartas e objetos pessoais para a  exposição “Carta Aberta: Correspondências na Prisão”.
Participou das eleições para a diretoria do Comitê Nacional de Arte Brasileira (CNAB) em 2009, sendo candidato pela chapa RenovaCNAB, que obteve 40,93% dos votos (88 delegados), no pleito que elegeu Fausto Cavalcante Leal presidente para o mandato de 2009 a 2015.
Freire faleceu em 22 de abril em decorrência de complicações relacionadas à COVID-19.